# Maria Quisling
Maria Quisling (født Maria Vasilijevna Pasetsjnikova) (10. oktober 1900 i Kharkov, Ukraine – 17. januar 1980 i Oslo) var Vidkun Quislings ægtefælle. Det menes, at hun blev gift i 1923, selv om flere har hævdet, at ægteskabet aldrig blev en realitet. 
Hun blev arresteret i 1946, men blev løsladt en uge efter. Hun boede resten af sit liv i en lejlighed på Erling Skjalgssons gate i Frogner, Oslo, som var hendes og Vidkun Quislings hjem før krigen, men blev beslaglagt af myndighederne nogle år efter krigen.
Hendes og Vidkuns ejendele blev beslaglagt, men i 1952 fik hun dem tilbageført. Disse blev efter hendes død solgt på auktion, og værdierne sat i Maria Quislings legat, som forvaltes af Kirkens Bymisjon.